# Harbord-Gletscher
Der Harbord-Gletscher ist ein Gletscher in den Prince Albert Mountains des ostantarktischen Viktorialands. Er fließt an der Südseite des Mount George Murray vorbei und mündet an der Scott-Küste südlich der Whitmer-Halbinsel als Harbord-Gletscherzunge in das Rossmeer. 
Der Gletscher und die Gletscherzunge wurden von Teilnehmern der Nimrod-Expedition (1907–1909) unter der Leitung des britischen Polarforschers Ernest Shackleton entdeckt und nach Arthur Edward Harbord (1883–1961) benannt, Teilnehmer an der Expedition als Besatzungsmitglied des Expeditionsschiffs Nimrod.